# Фолкер Цоц
Фолкер Цоц (на немски: Volker Zotz) е австрийски философ, член на ръководството на „Международната асоциация по изследвания на шин будизма" (Киото) и основател на дружество „Евразийски хуманизъм".

## Биография
Роден е на 28 октомври 1956 година в Ландау, Западна Германия. Следва философия, история, история на изкуството във Виена. След като пребивава в Индия и Япония с изследователска цел, от 1991 година чете лекции във Виенския университет по история на философията с акцент върху индийската мисъл. От 1994 година прави изследвания в Института за будистка култура към Университета Рюкоку в Киото.